# Bali (paard)
De bali is een paardenras dat voorkomt op het Indonesische eiland Bali.

## Geschiedenis
Ze stammen waarschijnlijk af van oude Aziatische rassen. De pony heeft ook nog wat kenmerken van de oerrassen, zoals bijvoorbeeld een aalstreep en rechtopstaande manen. De Chinezen brachten paarden naar Java tijdens de Tang-dynastie (627-649) als cadeau voor de koning van Java. Enkele eeuwen later tijdens de Yuan-dynastie (1280-1367) landde de Chinese cavalerie bij Tuban op Java. Deze paarden van de Chinezen stamden af van het Mongoolse paard, maar ook van paarden die elders uit Azië kwamen. Door de diverse achtergrond heeft het balipaard geen eenduidig ras als oorsprong.

## Exterieur
De bali is een kleine lichte pony met een lage schoft en een korte rug. De achterhand loopt schuin af. De benen zijn sterk en ze hebben een redelijk groot hoofd met schuinstaande ogen.

## Karakter
De bali is een levendige, betrouwbare en werklustige pony.

## Gebruik
Ze worden gebruikt als transportdier, zowel onder het zadel en als lastdier.